# أصل درب التبانة (روبنس)
أصل طريق درب التبانة ، أو ميلاد درب التبانة ، هي لوحة للفنان الفلمنكي بيتر بول روبنس ،تصور الأسطورة اليونانية الرومانية لأصل درب التبانة . تُصوِّر اللوحة هيرا ( جونو ) ، وهي تسكب حليب صدرها ، والرضيع هيراكليس ( هرقل ) وزيوس ( جوبيتر ) في الخلفية، ويمكن التعرف عليه من خلال نسره ومسامير البرق. صور روينس وجه وزجته هيلين فورمينت بدلاً من وجه هيرا .